# Мисхако
Мисхако — (у перекладі адиг. — мис, що йде у море) село в Краснодарскому краї, входить до складу муніципального утворення місто-герой Новоросійськ. Центр Мисхацького сільського округу
Населення - 7954 осіб (2010).
Село розташовано на узбережжі Чорного моря, за 6 км південніше центру міста, займаючи східні схили гори Колдун (447 м).
Виноградарство (з 1869 року), туристичний бізнес.
Мис Мисхако лежить за кілометр на захід від села.

## Адміністративний устрій
До складу Мисхакського сільського округу крім села Мисхако входять також: 
- с. Федотівка
- с. Широка Балка